# Weinbergschneckenverordnung (Baden-Württemberg)

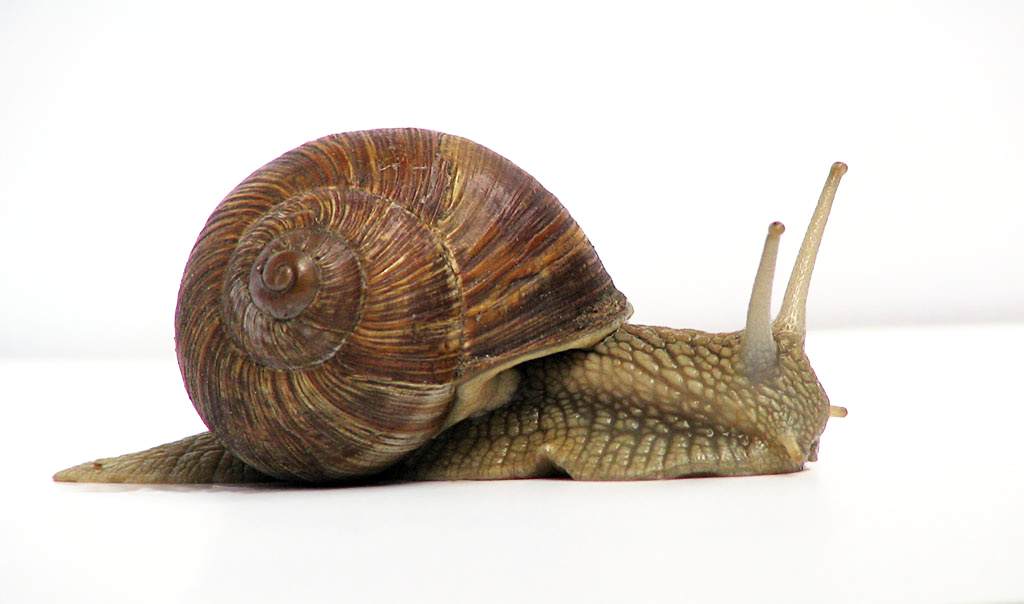
Weinbergschnecke

Die Weinbergschneckenverordnung regelte in Baden-Württemberg zwischen 1973 und 2005 das Einsammeln von Weinbergschnecken.

## Inhalt
Nach der Verordnung war es in den einzelnen Stadt- und Landkreisen erlaubt, zwischen dem 1. April und dem 15. Juni in dreijährlichem Turnus Weinbergschnecken zu sammeln. Die Sammler mussten mindestens zehn Jahre alt sein und die Schnecken einen Gehäusedurchmesser (Schonmaß) von mindestens 32 Millimetern haben. Dies konnten die Sammler mit speziellen Messringen, die mitzuführen sie verpflichtet waren, feststellen.
1986 wurde gemäß der neuen Bundesartenschutzverordnung ein generelles Sammelverbot verhängt. Zuwiderhandlungen werden mit Geldbußen geahndet.

## Ähnliche landesrechtliche Regelungen
In Bayern wurde die Verordnung über den Schutz von Weinbergschnecken vom 18. Januar 1974 (BayRS 791-1-4-UG) zum 16. Juli 2008 durch die Vorschriften der Artenschutzrechtlichen Ausnahmeverordnung (AAV) vom 3. Juni 2008 ersetzt. In Rheinland-Pfalz hat mit der Landesverordnung über das Sammeln von Weinbergschnecken (WeinbSchnV) vom 16. Februar 1982 (GVBl. S. 89) noch eine eigens auf Weinbergschnecken bezogene Verordnung Bestand.